# David Selenica
David Selenica, målare på 1600-1700-talet. Han var en ikonmålare från byn Selenica i Albanien. Han levde under en viss tid i Athos i Grekland. Hans verk återfinns i bl.a. Voskopoja i Albanien och i Kastoria och Athos i Grekland.